# Шапка-вушанка

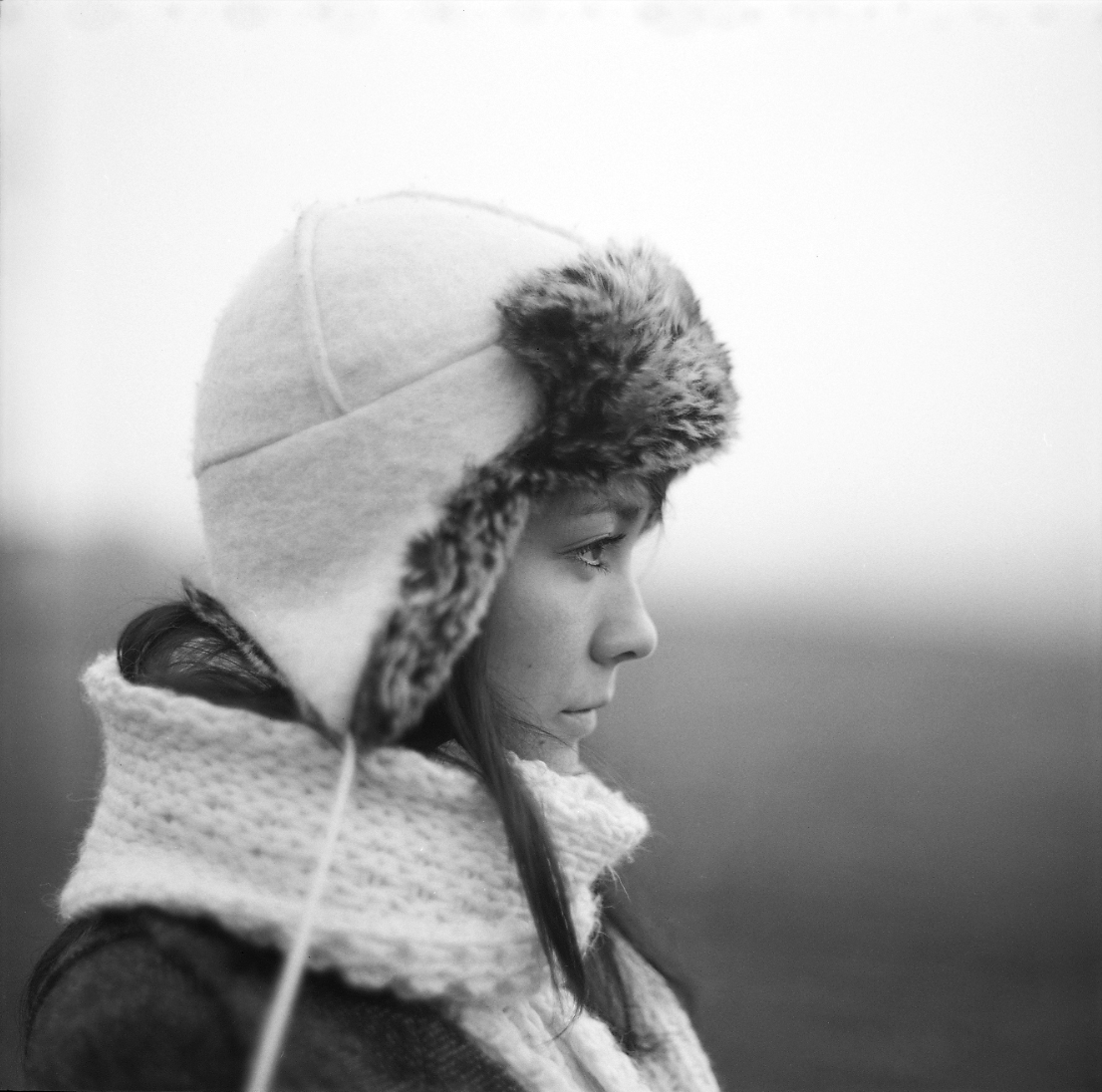
Жінка у вушанці

Шапка-вуша́нка, вушанка, уша́нка (під час Громадянської війни також шапка-«колчаківка») — зимова хутряна, суконна або комбінована шапка (спочатку — чоловіча), широко поширений головний убір  та в країнах пострадянського простору. Вушанка отримала свою назву через наявність невідкладних навушників — «вух», в піднятому вигляді пов'язаних на маківці або на потилиці тасьмою.

## Носіння вушанки
Вушанка носиться в складеному стані, тобто з зав'язаними на маківці «вухами», але при необхідності «вуха» опускаються вниз разом з відворотом на потилиці, захищаючи від холоду і вітру вуха, а також частково щоки і підборіддя людини, що носить вушанку. «Вуха» також можна зав'язувати на потилиці і під підборіддям.

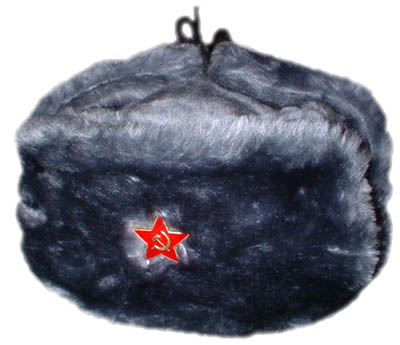
Зі штучного хутра, сувенір для іноземців
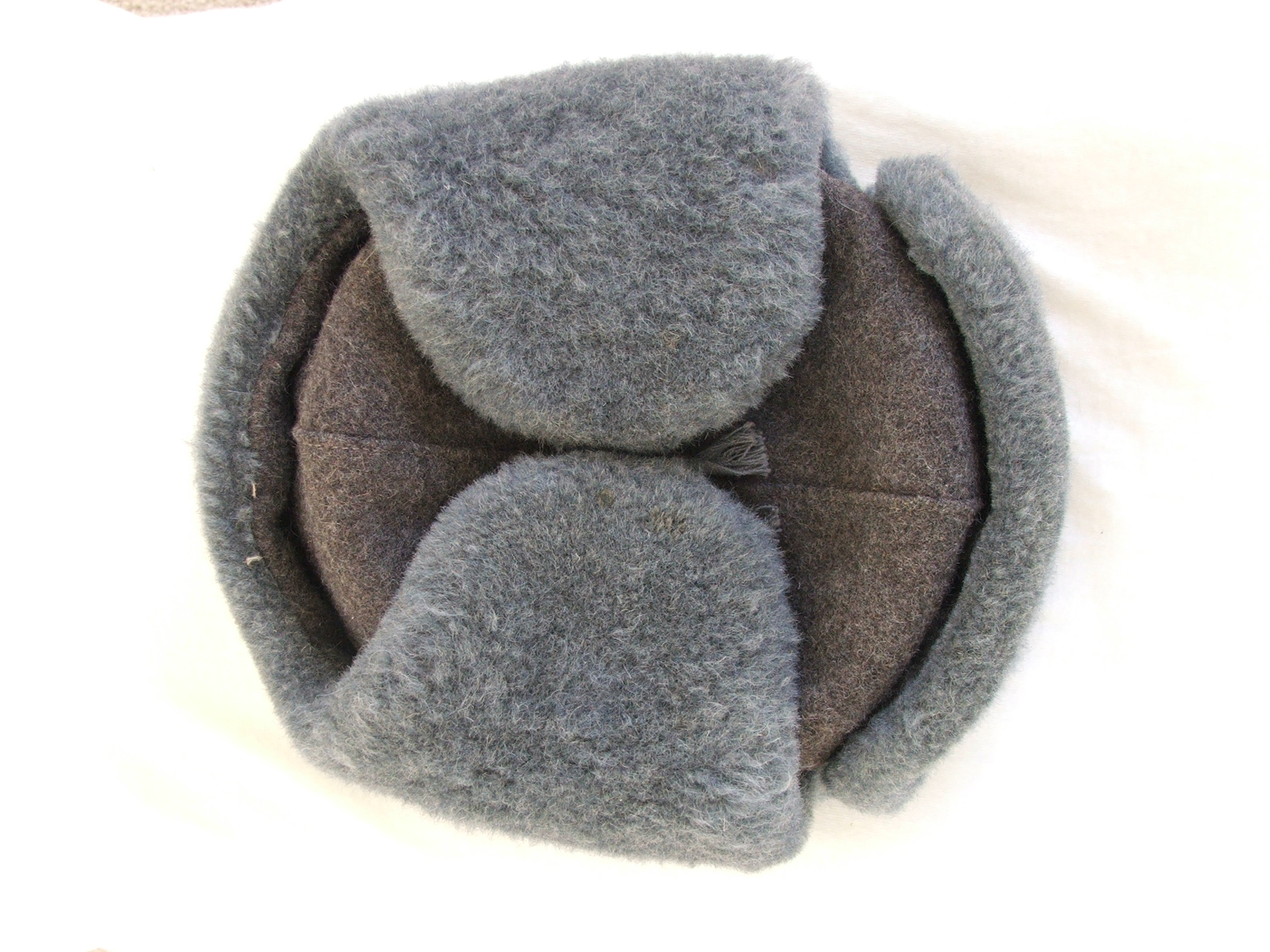
Армійський зразок
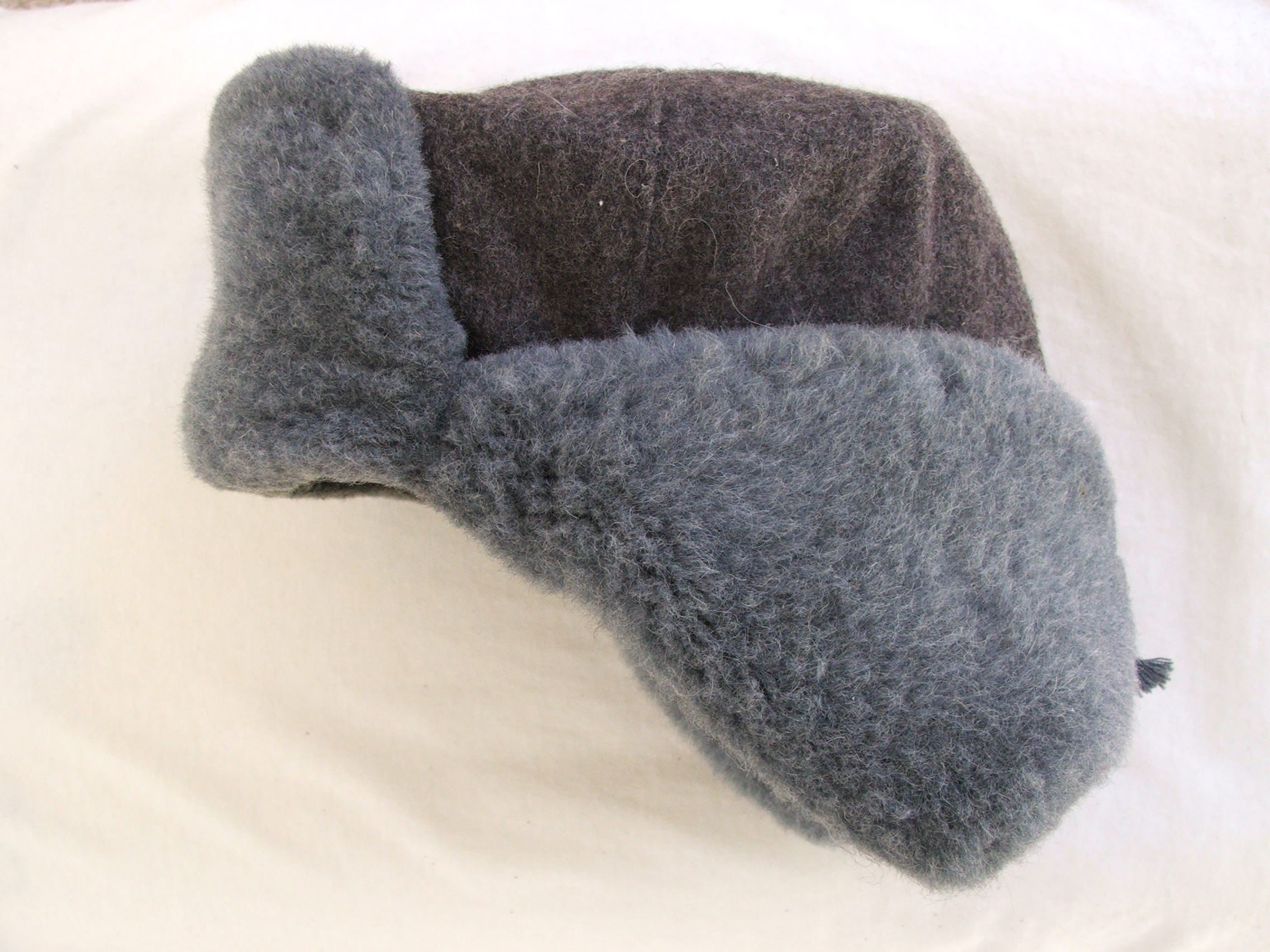
Вигляд збоку
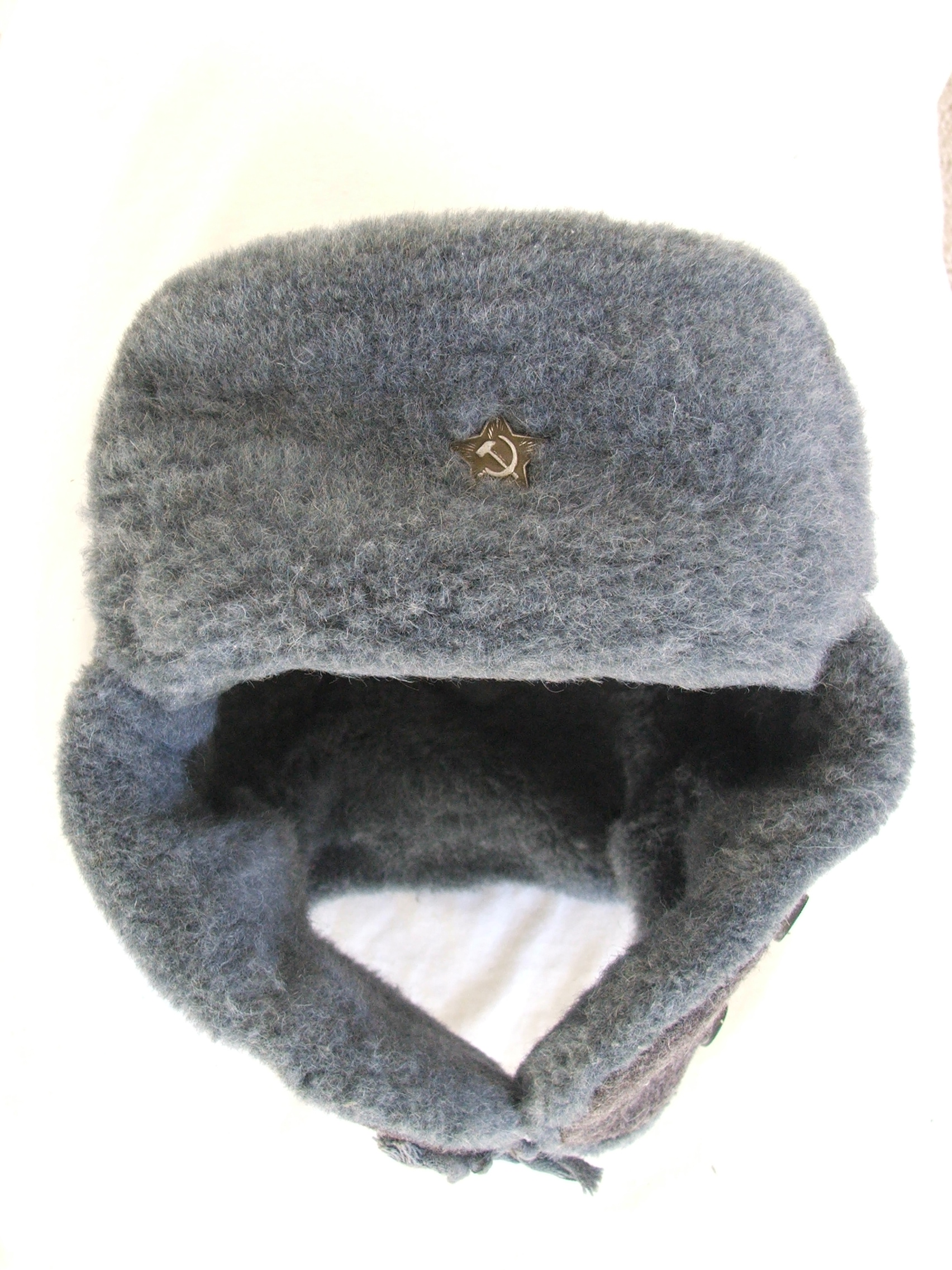
Вигляд спереду

## Історія

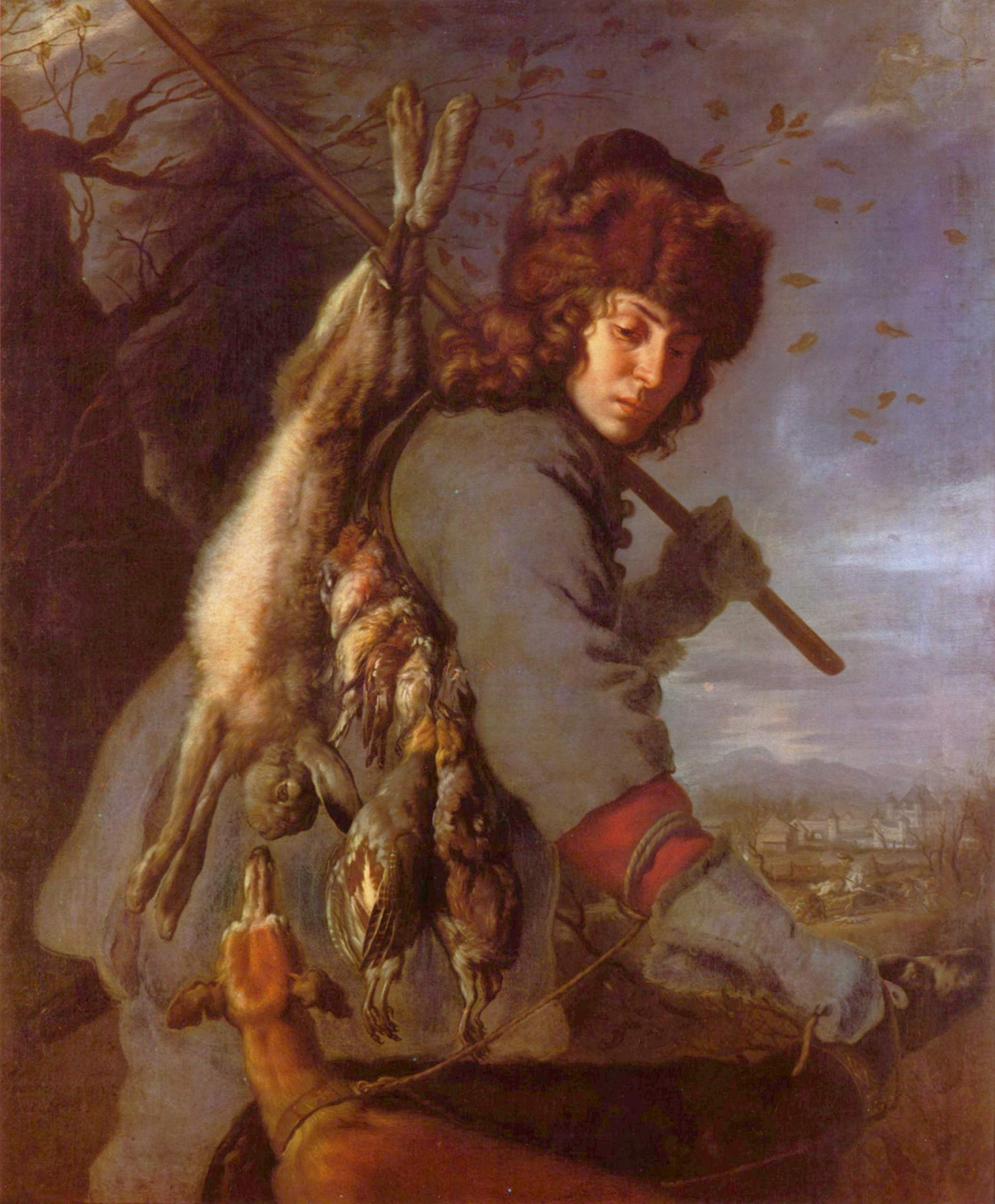
Німецький мисливець з аналогічним вушанці головним убором, живопис Joachim von Sandrart, "Аллегорія місяця листопада", 1643 р.

Теплий хутряний головний убір із захистом для вух є поширеним серед багатьох культур. З середини XVIII століття Російською імперією поширюється головний убір малахай, який виконував функцію вушанки.
Прообразом сучасної «шапки-вушанки» була «шапка-колчаківка», яка набула широкого вжитку в Білій армії Колчака в 1918—1919 роках.  Пізніше мода на вушанки з круглою тулією поширюється в робочому середовищі Петрограда, а потім і по всій Росії.

## Вушанки в світі
У західному світі вушанка є складовою частиною стереотипного «російського образу» разом із балалайкою і валянками (наприклад, в голлівудському кінематографі, на карикатурах тощо), по-англійськи називається просто shapka. Схожі шапки поширені не тільки на території колишнього СРСР, а й у ряді інших країн, таких, як Китай, Північна Корея, Монголія, також присутні на творах пізньосередньовічного європейського живопису, зокрема, північного Відродження. Вушанки нерідко носять також в Канаді, де вона виступає і як елемент зимового обмундирування деяких збройних формувань. Схожа шапка (але без довгих вух і з ґудзиком на маківці) поширена в Фінляндії.

### Вушанка в німецькій поліції
З 2000-х років вушанка є елементом загальнонімецької зимової форми поліції ФРН.
У 2011 році профспілка поліцейських землі Північний Рейн-Вестфалія протестувала проти носіння хутряних шапок-вушанок «російського зразка». Представник профспілки поліцейських GdP А. Плікерт заявив, що «поліцейські в шапках-вушанках виглядають» курям на сміх: «… Ми все ж не в Москві.» З 15 тисяч патрульних округу вушанку замовило всього одна тисяча поліцейських. За словами представника профспілки, міністерство внутрішніх справ тестувало іншу модель — бейсболку з захистом для вух, — однак та провалила тест, а вушанка виграла.